# André Citroën
André-Gustave Citroën (5. februar 1878 i Paris – 3. juli 1935 i Paris) var en Fransk-jødisk entreprenør og bilfabrikant. Han huskes især for bilmærket Citroën, der er opkaldt efter ham, men også for den moderne udformning af gearet som han opfandt og indførte.
Han blev født i 1878 i Paris som 5. og sidste barn af den jødiske diamanthandler Levie Citroen fra Nederlandene og Mazra Kleinmann fra Warsawa i Polen. Han var i familie med den engelske filosof A. J. Ayer. Familien Citroen flyttede til Paris fra Amsterdam i 1873. Ved ankomsten ændredes navnet fra Citroen til Citroën (en oldefar havde solgt citroner og havde antaget det hollandske ord for citron som familienavn). André-Gustave's far begik selvmord da André var kun 6 år gammel.
André udgik fra den franske polytekniske læreanstalt École Polytechnique i 1900. Under 1. Verdenskrig var han ansvarlig for masseproduktion af våben. André grundlagde bilfabrikken Citroën i 1919, og førte den frem til at være verdens 4. største bilfabrik i begyndelsen af 1930'erne.
Han døde i Paris i 1935. I 1992 blev Parc André Citroën i Paris opkaldt efter ham.